# یسبولات نورزومبایف
یسبولات نورزومبایف (به انگلیسی: Yesbolat Nurzhumbaev) ۱۲ دسامبر ۱۹۹۳، کشتی گیر کشور قزاقستان است. از افتخارات این کشتی گیر می توان به کسب مدال نقره بازی‌های آسیایی ۲۰۱۴ اشاره کرد.